# Issikiella boliviensis
Issikiella boliviensis is een schorpioenvliegachtige uit de familie van de hangvliegen (Bittacidae). De wetenschappelijke naam van de soort is voor het eerst geldig gepubliceerd door Williner in 1985.
De soort komt voor in Bolivia.